# Серебреникова Людмила Євгенівна
Серебреникова Людмила Євгеніївна (*12 жовтня 1957, Антрацит, Луганська область, УРСР) — радянський і український організатор кіновиробництва, сценарист, кінорежисер, кінознавець Біографія
Закінчила Всесоюзний державний інститут кінематографії (1986).
З 1979 р. працювала на Київській кіностудії науково-популярних фільмів, директором фільму, асистентом з провідними режисерами студії.
Створила у співдружності з А. О. Серебрениковим на студії «Кінематографіст» стрічки: «Народження українського кіно», (1990), «Хрестоматія українського німого кіно» (1990, відеофільм), «Становлення українського кіно» (1991), «Розквіт українського німого кіно» (1992).
1996—1998 директор КМП «Лавра» СКУ. Знятий на студії, фільм «Національний музей Чорнобиль» (1997), режисер А. О. Серебреников, отримав Диплом МКФ «Золотой Вітязь», м. Київ, 1998 р. Приз і диплом VII Загальнопольского і III Міжнародного фестивалю екологічних фільмів ім. Мачея Луковського «Екофільм’ 2002», м. Новогард (Польща), 2002 р.
У складі авторського колективу, написала 465 статей про персоналії українського кіно (сценаристів, режисерів, операторів, акторів) до електронного каталогу «Українське ігрове кіно 90-х», створеного у Національному центрі Олександра Довженка.
Автор численних статей про міжнародні фестивалі, та митців кіно.
Багато років працювала в складі експертної комісії з питань розповсюдження і демонстрування фільмів Державного агентства України з питань кіно.
У МБФ «Двері», керівник міжнародних проектів «Дні українського кіно у Ризі» (2017), «Дні українського кіно в Іспанії» (2018), « Дні українського кіно у Латвії» (2019), «Дні нового українського кіно у Молдові» (2019). У ГО «Голос культури» керівник міжнародних проектів «Дні українського кіно у Мексиці» (2021), «Дні українського кіно у Коста-Риці» (2022), Дні українського кіно у Латвії (2023), організатор проекту «Дні українського документального кіно» м. Талсі, Латвія. (2023)
З 2018 по 2023 рік — експерт аудіовізуально сектору Українського культурного фонду.